# Pointe Saint-Vast
Pour les articles homonymes, voir Madeleine.
La pointe Saint-Vast ou pointe à Nègre est un cap de la Guadeloupe.  

## Géographie
Situé à Baie-Mahault, dans le secteur dit Birmingham, le cap forme avec la pointe Madeleine la baie proprement dite de Baie-Mahault.